# Cratere Melba
Melba  è un cratere sulla superficie di Venere. Deve il proprio nome al soprano australiano Nellie Melba (1861-1931).